# Microdrosophila
Microdrosophila is een vliegengeslacht uit de familie van de Fruitvliegen (Drosophilidae).

## Soorten
- M. acristata Okada, 1968
- M. bamanpuriensis Upadhyay & Singh, 2007
- M. bicornua Okada, 1985
- M. bilineata Kumar & Gupta, 1990
- M. bimaculata (Meijere, 1908)
- M. bipartita Zhang, 1989
- M. bullata Takada & Momma, 1975
- M. chejuensis Lee & Kim, 1990
- M. chinsurae De & Gupta, 1994
- M. chuii Chen, 1994
- M. conda Zhang, 1989
- M. congesta (Zetterstedt, 1847)
- M. conica Okada, 1985
- M. convergens (Malloch, 1934)
- M. cristata Okada, 1960
- M. cucullata Zhang, 1989
- M. curvula Zhang, 1989
- M. dentata Zhang, 1989
- M. discrepantia Bock, 1982
- M. distincta Wheeler & Takada, 1964
- M. duplicristata Okada, 1985
- M. elongata Okada, 1965
- M. falciformis Chen & Toda, 1994
- M. filamentea Okada, 1985
- M. frontata (Meijere, 1916)
- M. furcata Okada, 1988
- M. fuscata Okada, 1960
- M. gangtokensis Gupta & Gupta, 1991
- M. gangwonensis Kim & Joo, 2002
- M. hasta Bock, 1982
- M. honoghensis Zhang, 1989
- M. jarrae Bock, 1982
- M. korogo Burla, 1954
- M. laticlavia Wheeler & Kambysellis, 1966
- M. latifrons Okada, 1965
- M. luchunensis Zhang, 1989
- M. mabi Burla, 1954
- M. macroctenia Okada, 1988
- M. maculata Okada, 1960
- M. magniflava Zhang, 1989
- M. mamaru (Burla, 1954)
- M. marginata Okada, 1966
- M. matsudairai Okada, 1960
- M. neodistincta Sundaran & Gupta, 1990
- M. nigripalpis Okada, 1966
- M. nigrispina Okada, 1985
- M. nigrohalterata Okada, 1966
- M. ochracella Wheeler & Takada, 1964
- M. paradistincta De & Gupta, 1994
- M. pauciramosa Okada, 1966
- M. pectinata Okada, 1966
- M. peniciliata De & Gupta, 1994
- M. philippina Okada, 1985
- M. pleurolineata Wheeler & Takada, 1964
- M. pseudopleurolineata Okada, 1968
- M. purpurata Okada, 1956
- M. quadrata (Sturtevant, 1916)
- M. residua Bock, 1982
- M. rhoparia Okada, 1985
- M. sagittatusa Chen, 1994
- M. sarawakana Okada, 1985
- M. serrata Okada, 1985
- M. setulosa Zhang, 1989
- M.sexsetosa  (Duda, 1939)
- M. sikkimensis Kumar & Gupta, 1990
- M. spiciferipennis Zhang, 1989
- M. submarginata Okada, 1965
- M. suvae Wheeler & Kambysellis, 1966
- M. tabularis Zhang, 1989
- M. takadai Bock, 1982
- M. tectifrons (Meijere, 1914)
- M. urashimae Okada, 1960
- M. virajpetiensis Sundaran & Gupta, 1990
- M. vittata Okada, 1985
- M. zetterstedti Wheeler, 1959